# Saison 2015 des Braves d'Atlanta
La saison 2015 des Braves d'Atlanta est la 50e saison en Ligue majeure de baseball pour cette équipe depuis son arrivée à Atlanta, la 145e de l'histoire de la franchise et sa 140e dans la MLB.
À l'an un d'une refonte profonde de leur effectif enclenchée par l'échange de Jason Heyward en novembre 2014, les Braves se départent en 2015 de plusieurs joueurs d'impact tels Craig Kimbrel, Justin Upton, Alex Wood et Evan Gattis. Le résultat est le pire bilan de la franchise depuis 1990 : 67 victoires et 95 défaites, soit 12 succès de moins qu'en 2014 et un second bilan négatif en deux ans. Seuls Philadelphie (99 défaites) et Cincinnati (98) font pire qu'Atlanta en 2015. 

## Contexte
Après avoir mené la division Est de la Ligue nationale jusqu'au 20 juillet, les Braves de 2014 ne remportent que 27 matchs sur 67 après la pause du match des étoiles et terminent au second rang, loin derrière les Nationals de Washington. Avec une fiche de 79 gains et 83 défaites, les Braves encaissent 17 revers de plus qu'en 2013, terminent 17 matchs derrière les Nationals, ratent les éliminatoires pour la première fois depuis 2011 et connaissent leur première saison perdante depuis 2008. La déroute emporte en septembre le directeur-gérant Frank Wren, qui est congédié le 22 septembre 2014.

## Intersaison
Conseiller principal (senior adviser) chez les Braves, John Hart avait été nommé directeur-gérant par intérim du club après le congédiement de Frank Wren en septembre 2014. Le 23 octobre suivant, Hart devient président des opérations baseball et assume désormais à temps plein les fonctions de directeur-gérant, même s'il n'en porte pas le titre.
Le 17 novembre 2014, les Braves échangent leur voltigeur étoile Jason Heyward et le lanceur de relève droitier Jordan Walden aux Cardinals de Saint-Louis contre le lanceur partant droitier Shelby Miller et le lanceur droitier des ligues mineures Tyrell Jenkins.
Après avoir joué les 9 premières saisons de sa carrière chez les Orioles de Baltimore, le voltigeur Nick Markakis, devenu agent libre, signe un contrat de 44 millions de dollars pour 4 ans avec Atlanta. Le même jour, les Braves mettent sous contrat pour un an l'ancien champion des sauvetages avec les Orioles, le lanceur de relève droitier Jim Johnson, dont la carrière est en déroute et qui a partagé 2014 entre Oakland et Détroit.
Le 15 décembre 2014, le joueur de champ intérieur Alberto Callaspo, qui a évolué à plusieurs positions en 2014 pour les A's d'Oakland, rejoint les Braves pour une saison.
Le 17 décembre 2014, le releveur droitier Anthony Varvaro est échangé aux Red Sox de Boston contre le lanceur droitier des ligues mineures Aaron Kurcz.
Le 19 décembre 2014, un autre voltigeur étoile, Justin Upton, quitte Atlanta. Les Braves l'échangent aux Padres de San Diego avec le lanceur droitier Aaron Northcraft, pour obtenir en retour le lanceur gaucher Max Fried, le voltigeur Mallex Smith et les joueurs de champ intérieur Jace Peterson et Dustin Peterson.
Le 1er janvier 2015, Atlanta transfère le releveur droitier David Carpenter et le lanceur gaucher Chasen Shreve aux Yankees de New York, en retour du lanceur gaucher Manny Banuelos.
Le 7 janvier 2015, le releveur droitier Jason Grilli signe un contrat de deux ans avec Atlanta. A.J. Pierzynski, vétéran receveur, est le même jour mis sous contrat pour servir de réserviste à cette position.
Le 14 janvier 2015, les Braves transfèrent le receveur Evan Gattis et le lanceur droitier James Hoyt aux Astros de Houston en échange des lanceurs droitiers Michael Foltynewicz et Rio Ruiz et du joueur de troisième but Andrew Thurman.
Sur le marché des joueurs autonomes, Atlanta perd durant l'hiver 2014-2015 les lanceurs partants droitiers Ervin Santana (parti chez les Twins du Minnesota), Gavin Floyd (qui rejoint les Indians de Cleveland) et Aaron Harang (Phillies de Philadelphie). Le joueur d'utilité Emilio Bonifacio, acquis des Cubs de Chicago en cours de saison 2014, gagne quant à lui les White Sox de Chicago.
Atlanta ne retient pas les services des receveurs Gerald Laird et Ryan Doumit et libèrent deux lanceurs ayant raté toute la saison 2014 après des opérations au bras, le releveur gaucher Jonny Venters et le lanceur partant droitier Kris Medlen.
Le voltigeur Jonny Gomes rejoint les Braves le 30 janvier 2015 après avoir accepté un contrat d'un an. Le même jour, Atlanta transfère les lanceurs droitiers David Hale et Gus Schlosser aux Rockies du Colorado contre deux receveurs des ligues mineures, Jose Briceno et Chris O'Dowd.
Le 2 avril 2015, les Braves cèdent le voltigeur des ligues mineures Josh Elander aux Diamondbacks de l'Arizona contre le lanceur droitier Trevor Cahill et une somme de 6,5 millions de dollars.
Le 5 avril 2015, la veille du match d'ouverture des Braves, ceux-ci échangent aux Padres de San Diego le stoppeur étoile Craig Kimbrel et le voltigeur Melvin Upton en retour du prometteur lanceur droitier Matt Wisler, des voltigeurs Cameron Maybin, Carlos Quentin et Jordan Paroubeck, ainsi que de la 41e sélection au total du repêchage amateur de 2015.

## Calendrier pré-saison
L'entraînement de printemps 2015 des Braves se déroule du 4 mars au 4 avril.

## Saison régulière
La saison régulière de 162 matchs des Braves débute le 6 avril par une visite aux Marlins de Miami et se termine le 4 octobre suivant. Le match d'ouverture local au Turner Field d'Atlanta est joué contre les Mets de New York le 10 avril.

### Classement
| Ligue nationale division Est | V  | D  | %    | Diff. | Diff. (séries) |
| ---------------------------- | -- | -- | ---- | ----- | -------------- |
| Mets de New York             | 90 | 72 | ,556 | -     | -              |
| Nationals de Washington      | 83 | 79 | ,512 | 7     | 14             |
| Marlins de Miami             | 71 | 91 | ,438 | 19    | 26             |
| Braves d'Atlanta             | 67 | 95 | ,414 | 23    | 30             |
| Phillies de Philadelphie     | 63 | 99 | ,389 | 27    | 34             |

## Affiliations en ligues mineures
| Niveau            | Équipe                   | Ligue                   |
| ----------------- | ------------------------ | ----------------------- |
| AAA               | Braves de Gwinnett       | Ligue internationale    |
| AA                | Braves du Mississippi    | Southern League         |
| A-Advanced        | Mudcats de la Caroline   | Carolina League         |
| A                 | Braves de Rome           | South Atlantic League   |
| Ligue des recrues | Braves de Danville       | Appalachian League      |
| Ligue des recrues | Gulf Coast League Braves | Gulf Coast League       |
| Ligue des recrues | Dominican Summer Braves  | Dominican Summer League |